# Balaur (dinosaure)
Balaur bondoc
Pour les articles homonymes, voir Balaur.
Genre
Espèce
Balaur est un genre éteint de petits dinosaures à plumes dont la position phylogénétique au sein du clade des paraviens est encore discutée. Il a vécu au Crétacé supérieur il y a environ 70 millions d'années) et a été découvert en Roumanie.
Il n'est connu que par une seule espèce, décrite et nommée Balaur bondoc par Csiki et ses collègues en août 2010.

## Étymologie
Le nom de genre Balaur vient du nom d'une créature proche du dragon dans le folklore roumain. Le nom d'espèce bondoc signifie « dragon trapu » : il fait référence à la forme de ses os, qui sont plus courts et plus lourds que ceux des autres dromaeosauridés. 

## Découverte

### Historique
Les premiers petits ossements appartenant à Balaur Bondoc, six éléments des membres antérieurs, spécimen FGGUB R. 1580-1585, furent découverts en 1997 en Roumanie par Dan Grigorescu, mais la morphologie du bras était si peu usuelle que les scientifiques n'arrivèrent pas à les reconstituer correctement, les prenant pour des restes d'oviraptorosaurien. 
Le premier squelette fut découvert en septembre 2009 en Roumanie, à environ 2,5 kilomètres au Nord de Sebeş, près de la rivière de Sebeş dans la formation géologique de Sebeş, datant du Maastrichtien et reçut d'abord comme numéro de terrain SbG/A-Sk1. Plus tard il reçut le numéro d'inventaire EME VP.313. La découverte fut faite par le géologue et paléontologue Mátyás Vremir du Muséum d'Histoire Transylvaine qui les envoya pour analyse à Zoltán Csiki de l'Université de Bucarest. Les résultats furent publiés le 31 août 2010 dans les Proceedings of the National Academy of Sciences. Les restes fossiles de 1997, trouvés dans une strate plus récente, montrent qu'il s'agissait d'un individu 45 % plus long que celui de 2010.
Le squelette découvert n'est que partiel. Il est composé de quelques vertèbres, ainsi que de la ceinture pectorale, du bassin et des membres. Il a été extrait de la formation géologique de Sebeş en Roumanie. Ce squelette est le plus complet et le mieux préservé d'un théropode du Crétacé supérieur en Europe.

## Description

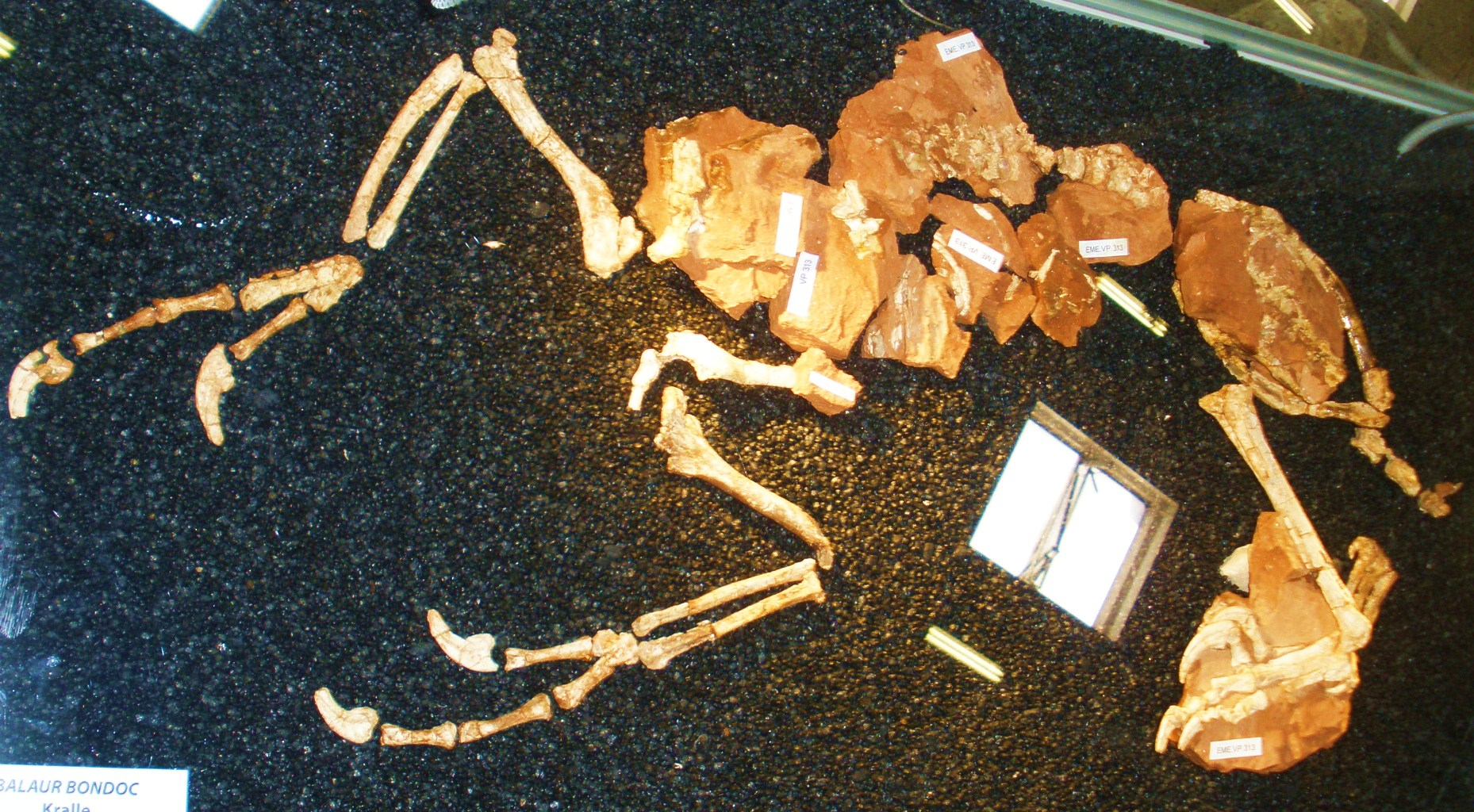
Squelette de Balaur.

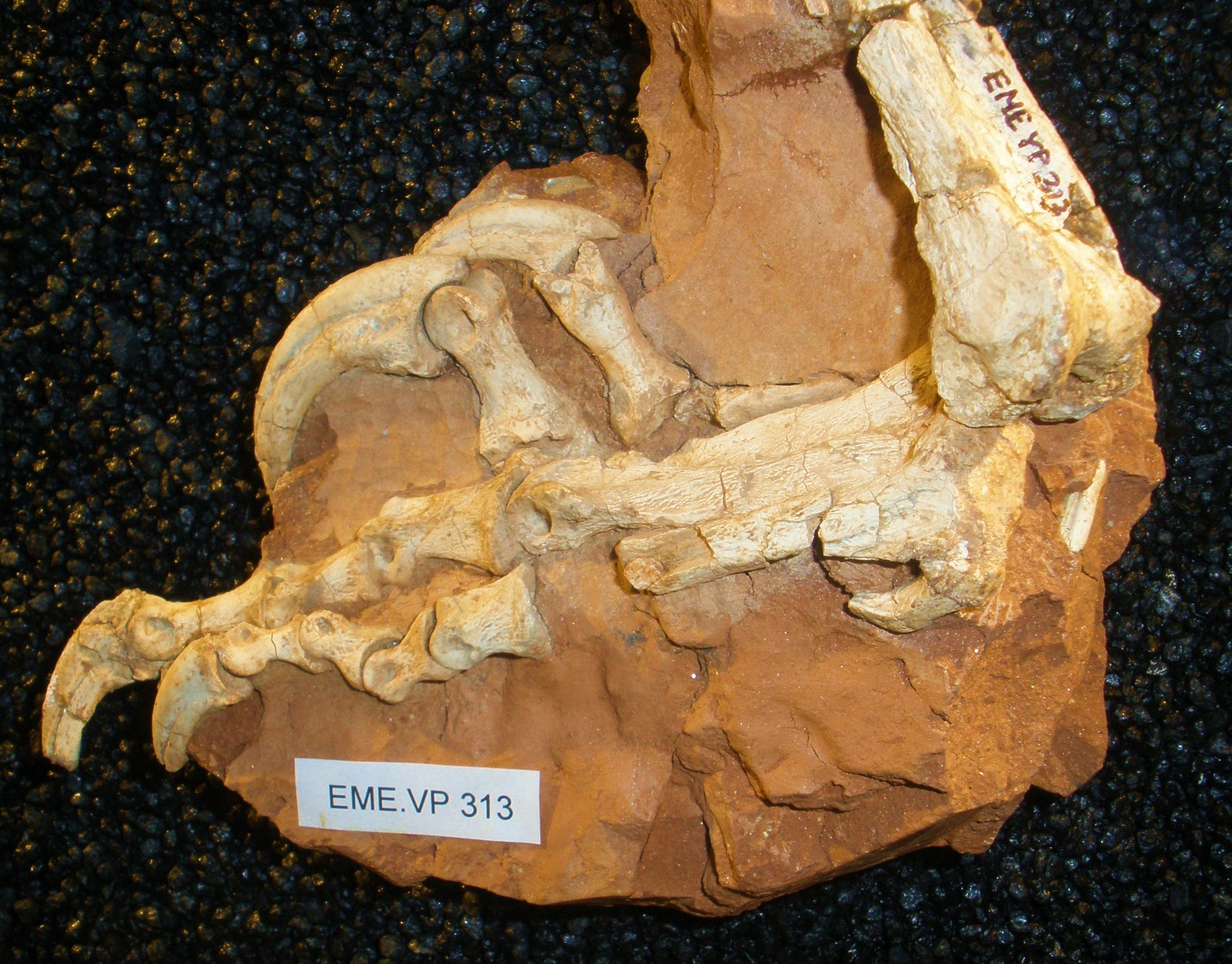
Pied gauche de l'holotype.

Balaur est un dinosaure théropode paravien qui vivait il y a à peu près 70 millions d'années durant le dernier étage du Crétacé supérieur (Maastrichtien).

### Taille
Balaur est une espèce insulaire d'une taille évaluée entre 1,80 et 2,10 mètres,.

### Squelette
Contrairement aux dromaeosauridés comme Velociraptor, Deinonychus ou encore Microraptor qui possèdent au pied une seule grosse griffe recourbée, érigée et rétractile (la « griffe en faucille » ou « griffe tueuse ») sur le second orteil, Balaur en possédait deux, portées par les deux premiers orteils.
Ses membres étaient proportionnellement plus trapus et massifs que ceux de ses cousins. La longueur du métatarse n'est, par exemple, que le double de sa largeur, et sa largeur 50% plus importante que celle de son mollet. Ces ratios sont uniques parmi les théropodes.
Les membres et le pelvis montrent aussi de larges zones d'attaches musculaires prouvant que l'animal avait plus développé une robustesse et une force physique qu'une adaptation à la vitesse. Un des inventeurs du genre décrit l'animal plutôt comme un « Kickboxer que comme un sprinter ». Csiki et ses collègues décrivent ce « nouveau plan d'organisation corporel » comme « un exemple spectaculaire de morphologie aberrante développée chez les taxons insulaires ».
Il possède également plusieurs autres autapomorphies, comme l'atrophie du 3e doigt des membres antérieurs, probablement non fonctionnel et un pubis très proéminent vers l'arrière,.
Le squelette de  Balaur  montre également des os des membres largement fusionnés. Les os du poignet et les métacarpiens sont soudés en un carpométacarpe. Les os du bassin sont fusionnés. Le tibia, l'os du mollet et les os de la cheville supérieure ont été fusionnés pour former un tibiotarsus et les os de la cheville inférieure et les métatarsiens dans un tarsométatarse. Le degré de fusion est typique des Avialae, la branche évolutive des oiseaux et de leurs parents directs.

## Paléobiologie
En l'absence du crâne fossile, il est difficile de se faire une idée quant au comportement et au régime alimentaire de Balaur.
Ses inventeurs en 2010 pensent qu'il est proche de Velociraptor et qu'il aurait été le superprédateur de son écosystème insulaire, utilisant ses deux paires de « griffes en faucille » pour lacérer ses proies tandis que ses bras n'étaient pas utilisés pour la chasse.
Cependant, une étude de Denver Fowler et ses collègues en 2011, considère une autre technique de chasse après l'examen de l'anatomie du pied de paraviens comme Balaur. Ces paléontologues indiquent que ses grandes griffes n'étaient pas bien adaptées pour être utilisées comme des tranchoirs, mais plutôt pour saisir et maintenir leur proie au sol tout en battant avec leurs proto-ailes pour rester au-dessus de leur victime. Une fois la proie épuisée, Balaur aurait pu la dévorer pendant qu'elle était encore vivante comme le font encore certains oiseaux de proie modernes.

## Paléoécologie
Au Crétacé, la montée des eaux de la Téthys alpine en Europe conduit à la formation d'un archipel européen, dont l'île Hațeg est une des principales terres émergées en Roumanie. La découverte d'un grand nombre d'animaux fossiles « particuliers » dans cette ancienne île est probablement due aux conditions d'isolement de ces populations dans ces régions. En général, les espèces isolées sur des îles sont sujettes à la dérive génétique ainsi qu'à la perte de gènes qui peuvent accentuer l'effet de certaines mutations habituellement diluées dans une plus grande population. D'autres effets de l'isolement insulaire, comme la règle de Foster peuvent s'appliquer. Cette règle décrit comment de petites espèces continentales deviennent plus grandes (gigantisme insulaire), ou inversement des espèces massives rapetissent (nanisme insulaire), selon les quantités de ressources nutritives disponibles sur une île. Le Crétacé de Roumanie par exemple est connu pour ses sauropodes nains.

## Classification
La position de Balaur au sein des paraviens est largement débattue, principalement entre une attribution au clade des Avialae ou à celui des dromaeosauridés.
En 2010, l'analyse phylogénétique réalisée par ses inventeurs en font un dromaeosauridé très proche de Velociraptor mongoliensis
En 2013, Steve Brusatte et ses collègues ne parviennent pas à établir une phylogénie différente, ni à contredire l'existante.
En 2013, une analyse plus large couvrant un grand nombre de genres de coelurosauriens, conduite par Pascal Godefroit et ses collègues, conclut que Balaur n'est pas un dromaeosauridé mais un avialien proche des Jeholornithidae.
De même en 2015, Andrea Cau et ses collègues indiquent que les caractères morphologiques remarquables de Balaur comme la fusion des os des membres, le premier orteil fonctionnel, la première griffe des orteils n'étant pas plus petite que la deuxième, une longue pénultième phalange du troisième orteil, une petite griffe au quatrième orteil et un cinquième métatarsien de grande longueur, sont des caractéristiques des oiseaux et éloignent Balaur des dromaeosauridés.
En 2017, ce même auteur et son équipe formalisent cette phylogénie dans le cladogramme suivant :
|  | † Yixianosaurus longimanus |
|  |                            |
|  | † Xiaotingia zhengi        |
|  |                            |

|  | † Eosinopteryx brevipenna                                              |
|  |                                                                        |
|  | \| \| † Aurornis xui \| \| \| \| \| \| † Serikornis sungei \| \| \| \| |
|  |                                                                        |
|  | † Aurornis xui                                                         |
|  |                                                                        |
|  | † Serikornis sungei                                                    |
|  |                                                                        |

|  | † Aurornis xui      |
|  |                     |
|  | † Serikornis sungei |
|  |                     |

|  | † Eosinopteryx brevipenna                                              |
|  |                                                                        |
|  | \| \| † Aurornis xui \| \| \| \| \| \| † Serikornis sungei \| \| \| \| |
|  |                                                                        |
|  | † Aurornis xui                                                         |
|  |                                                                        |
|  | † Serikornis sungei                                                    |
|  |                                                                        |

|  | † Aurornis xui      |
|  |                     |
|  | † Serikornis sungei |
|  |                     |

|  | † Yixianosaurus longimanus |
|  |                            |
|  | † Xiaotingia zhengi        |
|  |                            |

|  | † Eosinopteryx brevipenna                                              |
|  |                                                                        |
|  | \| \| † Aurornis xui \| \| \| \| \| \| † Serikornis sungei \| \| \| \| |
|  |                                                                        |
|  | † Aurornis xui                                                         |
|  |                                                                        |
|  | † Serikornis sungei                                                    |
|  |                                                                        |

|  | † Aurornis xui      |
|  |                     |
|  | † Serikornis sungei |
|  |                     |

|  | † Eosinopteryx brevipenna                                              |
|  |                                                                        |
|  | \| \| † Aurornis xui \| \| \| \| \| \| † Serikornis sungei \| \| \| \| |
|  |                                                                        |
|  | † Aurornis xui                                                         |
|  |                                                                        |
|  | † Serikornis sungei                                                    |
|  |                                                                        |

|  | † Aurornis xui      |
|  |                     |
|  | † Serikornis sungei |
|  |                     |

|  | † Balaur bondoc                                                              |
|  |                                                                              |
|  | \| \| † Jeholornithidae \| \| \| \| \| \| Pygostylia (→ Oiseaux) \| \| \| \| |
|  |                                                                              |
|  | † Jeholornithidae                                                            |
|  |                                                                              |
|  | Pygostylia (→ Oiseaux)                                                       |
|  |                                                                              |

|  | † Jeholornithidae      |
|  |                        |
|  | Pygostylia (→ Oiseaux) |
|  |                        |

|  | † Balaur bondoc                                                              |
|  |                                                                              |
|  | \| \| † Jeholornithidae \| \| \| \| \| \| Pygostylia (→ Oiseaux) \| \| \| \| |
|  |                                                                              |
|  | † Jeholornithidae                                                            |
|  |                                                                              |
|  | Pygostylia (→ Oiseaux)                                                       |
|  |                                                                              |

|  | † Jeholornithidae      |
|  |                        |
|  | Pygostylia (→ Oiseaux) |
|  |                        |

|  | † Balaur bondoc                                                              |
|  |                                                                              |
|  | \| \| † Jeholornithidae \| \| \| \| \| \| Pygostylia (→ Oiseaux) \| \| \| \| |
|  |                                                                              |
|  | † Jeholornithidae                                                            |
|  |                                                                              |
|  | Pygostylia (→ Oiseaux)                                                       |
|  |                                                                              |

|  | † Jeholornithidae      |
|  |                        |
|  | Pygostylia (→ Oiseaux) |
|  |                        |

|  | † Balaur bondoc                                                              |
|  |                                                                              |
|  | \| \| † Jeholornithidae \| \| \| \| \| \| Pygostylia (→ Oiseaux) \| \| \| \| |
|  |                                                                              |
|  | † Jeholornithidae                                                            |
|  |                                                                              |
|  | Pygostylia (→ Oiseaux)                                                       |
|  |                                                                              |

|  | † Jeholornithidae      |
|  |                        |
|  | Pygostylia (→ Oiseaux) |
|  |                        |

|  | † Balaur bondoc                                                              |
|  |                                                                              |
|  | \| \| † Jeholornithidae \| \| \| \| \| \| Pygostylia (→ Oiseaux) \| \| \| \| |
|  |                                                                              |
|  | † Jeholornithidae                                                            |
|  |                                                                              |
|  | Pygostylia (→ Oiseaux)                                                       |
|  |                                                                              |

|  | † Jeholornithidae      |
|  |                        |
|  | Pygostylia (→ Oiseaux) |
|  |                        |

|  | † Balaur bondoc                                                              |
|  |                                                                              |
|  | \| \| † Jeholornithidae \| \| \| \| \| \| Pygostylia (→ Oiseaux) \| \| \| \| |
|  |                                                                              |
|  | † Jeholornithidae                                                            |
|  |                                                                              |
|  | Pygostylia (→ Oiseaux)                                                       |
|  |                                                                              |

|  | † Jeholornithidae      |
|  |                        |
|  | Pygostylia (→ Oiseaux) |
|  |                        |

|  | † Balaur bondoc                                                              |
|  |                                                                              |
|  | \| \| † Jeholornithidae \| \| \| \| \| \| Pygostylia (→ Oiseaux) \| \| \| \| |
|  |                                                                              |
|  | † Jeholornithidae                                                            |
|  |                                                                              |
|  | Pygostylia (→ Oiseaux)                                                       |
|  |                                                                              |

|  | † Jeholornithidae      |
|  |                        |
|  | Pygostylia (→ Oiseaux) |
|  |                        |

|  | † Balaur bondoc                                                              |
|  |                                                                              |
|  | \| \| † Jeholornithidae \| \| \| \| \| \| Pygostylia (→ Oiseaux) \| \| \| \| |
|  |                                                                              |
|  | † Jeholornithidae                                                            |
|  |                                                                              |
|  | Pygostylia (→ Oiseaux)                                                       |
|  |                                                                              |

|  | † Jeholornithidae      |
|  |                        |
|  | Pygostylia (→ Oiseaux) |
|  |                        |

|  | † Yixianosaurus longimanus |
|  |                            |
|  | † Xiaotingia zhengi        |
|  |                            |

|  | † Eosinopteryx brevipenna                                              |
|  |                                                                        |
|  | \| \| † Aurornis xui \| \| \| \| \| \| † Serikornis sungei \| \| \| \| |
|  |                                                                        |
|  | † Aurornis xui                                                         |
|  |                                                                        |
|  | † Serikornis sungei                                                    |
|  |                                                                        |

|  | † Aurornis xui      |
|  |                     |
|  | † Serikornis sungei |
|  |                     |

|  | † Eosinopteryx brevipenna                                              |
|  |                                                                        |
|  | \| \| † Aurornis xui \| \| \| \| \| \| † Serikornis sungei \| \| \| \| |
|  |                                                                        |
|  | † Aurornis xui                                                         |
|  |                                                                        |
|  | † Serikornis sungei                                                    |
|  |                                                                        |

|  | † Aurornis xui      |
|  |                     |
|  | † Serikornis sungei |
|  |                     |

|  | † Yixianosaurus longimanus |
|  |                            |
|  | † Xiaotingia zhengi        |
|  |                            |

|  | † Eosinopteryx brevipenna                                              |
|  |                                                                        |
|  | \| \| † Aurornis xui \| \| \| \| \| \| † Serikornis sungei \| \| \| \| |
|  |                                                                        |
|  | † Aurornis xui                                                         |
|  |                                                                        |
|  | † Serikornis sungei                                                    |
|  |                                                                        |

|  | † Aurornis xui      |
|  |                     |
|  | † Serikornis sungei |
|  |                     |

|  | † Eosinopteryx brevipenna                                              |
|  |                                                                        |
|  | \| \| † Aurornis xui \| \| \| \| \| \| † Serikornis sungei \| \| \| \| |
|  |                                                                        |
|  | † Aurornis xui                                                         |
|  |                                                                        |
|  | † Serikornis sungei                                                    |
|  |                                                                        |

|  | † Aurornis xui      |
|  |                     |
|  | † Serikornis sungei |
|  |                     |

|  | † Balaur bondoc                                                              |
|  |                                                                              |
|  | \| \| † Jeholornithidae \| \| \| \| \| \| Pygostylia (→ Oiseaux) \| \| \| \| |
|  |                                                                              |
|  | † Jeholornithidae                                                            |
|  |                                                                              |
|  | Pygostylia (→ Oiseaux)                                                       |
|  |                                                                              |

|  | † Jeholornithidae      |
|  |                        |
|  | Pygostylia (→ Oiseaux) |
|  |                        |

|  | † Balaur bondoc                                                              |
|  |                                                                              |
|  | \| \| † Jeholornithidae \| \| \| \| \| \| Pygostylia (→ Oiseaux) \| \| \| \| |
|  |                                                                              |
|  | † Jeholornithidae                                                            |
|  |                                                                              |
|  | Pygostylia (→ Oiseaux)                                                       |
|  |                                                                              |

|  | † Jeholornithidae      |
|  |                        |
|  | Pygostylia (→ Oiseaux) |
|  |                        |

|  | † Balaur bondoc                                                              |
|  |                                                                              |
|  | \| \| † Jeholornithidae \| \| \| \| \| \| Pygostylia (→ Oiseaux) \| \| \| \| |
|  |                                                                              |
|  | † Jeholornithidae                                                            |
|  |                                                                              |
|  | Pygostylia (→ Oiseaux)                                                       |
|  |                                                                              |

|  | † Jeholornithidae      |
|  |                        |
|  | Pygostylia (→ Oiseaux) |
|  |                        |

|  | † Balaur bondoc                                                              |
|  |                                                                              |
|  | \| \| † Jeholornithidae \| \| \| \| \| \| Pygostylia (→ Oiseaux) \| \| \| \| |
|  |                                                                              |
|  | † Jeholornithidae                                                            |
|  |                                                                              |
|  | Pygostylia (→ Oiseaux)                                                       |
|  |                                                                              |

|  | † Jeholornithidae      |
|  |                        |
|  | Pygostylia (→ Oiseaux) |
|  |                        |

|  | † Balaur bondoc                                                              |
|  |                                                                              |
|  | \| \| † Jeholornithidae \| \| \| \| \| \| Pygostylia (→ Oiseaux) \| \| \| \| |
|  |                                                                              |
|  | † Jeholornithidae                                                            |
|  |                                                                              |
|  | Pygostylia (→ Oiseaux)                                                       |
|  |                                                                              |

|  | † Jeholornithidae      |
|  |                        |
|  | Pygostylia (→ Oiseaux) |
|  |                        |

|  | † Balaur bondoc                                                              |
|  |                                                                              |
|  | \| \| † Jeholornithidae \| \| \| \| \| \| Pygostylia (→ Oiseaux) \| \| \| \| |
|  |                                                                              |
|  | † Jeholornithidae                                                            |
|  |                                                                              |
|  | Pygostylia (→ Oiseaux)                                                       |
|  |                                                                              |

|  | † Jeholornithidae      |
|  |                        |
|  | Pygostylia (→ Oiseaux) |
|  |                        |

|  | † Balaur bondoc                                                              |
|  |                                                                              |
|  | \| \| † Jeholornithidae \| \| \| \| \| \| Pygostylia (→ Oiseaux) \| \| \| \| |
|  |                                                                              |
|  | † Jeholornithidae                                                            |
|  |                                                                              |
|  | Pygostylia (→ Oiseaux)                                                       |
|  |                                                                              |

|  | † Jeholornithidae      |
|  |                        |
|  | Pygostylia (→ Oiseaux) |
|  |                        |

|  | † Balaur bondoc                                                              |
|  |                                                                              |
|  | \| \| † Jeholornithidae \| \| \| \| \| \| Pygostylia (→ Oiseaux) \| \| \| \| |
|  |                                                                              |
|  | † Jeholornithidae                                                            |
|  |                                                                              |
|  | Pygostylia (→ Oiseaux)                                                       |
|  |                                                                              |

|  | † Jeholornithidae      |
|  |                        |
|  | Pygostylia (→ Oiseaux) |
|  |                        |